# 스페인 여자 농구 국가대표팀
스페인 여자 농구 국가대표팀(스페인어: Selección femenina de baloncesto de España)은 스페인을 대표하는 여자 농구 국가대표팀이다.

## 역대 성적

### 올림픽
| 올림픽 기록 | 올림픽 기록 | 올림픽 기록 | 올림픽 기록 | 올림픽 기록 |
| 연도        | 결과        | 경기        | 승          | 패          |
| ----------- | ----------- | ----------- | ----------- | ----------- |
| 1976년      | 불참        | 불참        | 불참        | 불참        |
| 1980년      | 불참        | 불참        | 불참        | 불참        |
| 1984년      | 불참        | 불참        | 불참        | 불참        |
| 1988년      | 진출 실패   | 진출 실패   | 진출 실패   | 진출 실패   |
| 1992년      | 5위         | 5           | 3           | 2           |
| 1996년      | 진출 실패   | 진출 실패   | 진출 실패   | 진출 실패   |
| 2000년      | 진출 실패   | 진출 실패   | 진출 실패   | 진출 실패   |
| 2004년      | 6위         | 7           | 4           | 3           |
| 2008년      | 5위         | 6           | 3           | 3           |
| 2012년      | 진출 실패   | 진출 실패   | 진출 실패   | 진출 실패   |
| 2016년      | 은메달      | 8           | 6           | 2           |
| 2020년      | 6위         | 4           | 3           | 1           |
| 2024년      |             |             |             |             |
| 합계        | 6/13        | 30          | 19          | 11          |

## 같이 보기
- 스페인 농구 연맹